# Braccio del Cigno

Schema della Via Lattea conosciuta; il Braccio Regolo-Cigno è indicato in viola.

Il Braccio del Cigno (noto anche come Braccio Regolo-Cigno) è uno dei bracci di spirale più importanti della nostra galassia, la Via Lattea.

## Caratteristiche
Si origina in un punto del bulge che ricade probabilmente in direzione della costellazione dell'Aquila, dunque dal "nostro" lato della Galassia, e gira internamente in direzione del Regolo, passando tra noi ed il centro galattico; in questo tratto, ben visibile e ricco di oggetti, viene spesso chiamato "Braccio del Regolo". Prosegue dietro il centro galattico, nel cosiddetto "cono d'ombra", inosservabile dalla nostra posizione a causa della presenza del nucleo galattico, e riprende ad essere visibile in direzione del Cigno.

Il braccio prosegue ulteriormente, in direzione di Cefeo, Cassiopea ed oltre; in questo tratto costituisce l'estremo braccio esterno della Via Lattea, al punto che viene chiamato "Braccio Esterno".

Una struttura ancora più esterna e probabilmente riconducibile al Braccio Regolo-Cigno è stata scoperta in direzione delle Vele e della Carena, e viene chiamata "Nuovo Braccio Esterno".